# Elin Åhlin
Elin Åhlin, född 15 december 1990, är en svensk sportskytt. Hon tävlar för Bälgvikens Skytteförening och hade 2021 tagit 16 SM-guld, 7 SM-silver samt 6 SM-brons. Åhlin har även tagit tre brons vid nordiska mästerskapen i gevärsskytte.

## Karriär
Åhlin testade skjuta luftgevär för första gången som femåring. I september 2014 vid VM i Granada tog hon silver i 300 meter gevär 3 ställningar. Hon tog även guld tillsammans med Marie Enqvist och Anna Normann i lagtävlingen i 300 meter liggande gevär.
I juli 2017 vid EM i Baku tog Åhlin guld i 300 meter liggande gevär. Hon tog även guld tillsammans med Anna Normann och Marie Enqvist i lagtävlingen i samma gren samt silver tillsammans med Karl Olsson i den mixade lagtävlingen i 300 meter gevär. I september 2018 vid VM i Changwon tog Åhlin brons i 300 meter gevär 3 ställningar. I september 2019 vid EM i Bologna tog hon tillsammans med Anna Normann och Linda Olofsson brons i lagtävlingen 300 meter liggande gevär samt 300 meter gevär 3 ställningar. Åhlin tog även silver tillsammans med Karl Olsson i den mixade lagtävlingen i 300 meter gevär.
I juni 2021 vid EM i Osijek tog Åhlin silver i 300 meter gevär 3 ställningar. I juli 2022 vid EM i Zagreb tog hon silver i 300 meter gevär 3 ställningar, endast en poäng bakom guldmedaljören Lisa Müller från Tyskland. Åhlin tog även brons i 300 meter liggande gevär samt silver tillsammans med Karl Olsson i den mixade lagtävlingen i 300 meter gevär 3 ställningar. I oktober 2022 vid VM i Kairo tog hon brons i 300 meter gevär 3 ställningar.
I maj 2024 tog Åhlin guld tillsammans med Karl Olsson i den mixade lagtävlingen i 300 meter liggande gevär samt 300 meter gevär 3 ställningar vid EM i Osijek.